# Otto Gündner
Otto Gündner (geb. 1. Mai 1910 in Darmstadt; gest. 1989) war ein deutscher Jurist. Er war in der Zeit des Nationalsozialismus an der Aktion „Vernichtung durch Arbeit“ gegen damals so genannte „Asoziale“ beteiligt.

## Lebensweg
Otto Gündner wurde am 1. Mai 1910 als eines von fünf Kindern des Bezirksbeamten der Karlsruher Lebensversicherung (vormals: Allgemeine Versorgungsanstalt) und späteren Fabrikanten für Korsetts und Leibbinden Ernst Otto Gündner in Darmstadt geboren. Er besuchte das Realgymnasium in Darmstadt bis zu seinem Abitur im Jahr 1928. Gündner studierte anschließend Rechtswissenschaft an den Universitäten Frankfurt am Main, Genf und Gießen. 1932 bestand er das Referendarexamen und 1935, nach Abschluss seines Referendariates, die zweite juristische Staatsprüfung in Stuttgart.
Gündner trat Ende 1933 dem Nationalsozialistischen Kraftfahrkorps (NSKK) bei. Dort wurde er nach einiger Zeit zum Scharführer (Unteroffizier) befördert.
Am 20. Juni 1935 wurde Gündner in Gießen mit seiner Dissertation über „Die Abänderlichkeit formell rechtskräftiger Beschlüsse der streitigen Zivilgerichtsbarkeit“ zum Dr. iur. promoviert. Gleich nach Abschluss seiner Doktorarbeit wurde Gündner in den Justizdienst übernommen.
Am 10. Mai 1937 beantragte Gündner die Aufnahme in die NSDAP und wurde rückwirkend zum 1. Mai desselben Jahres aufgenommen (Mitgliedsnummer 4.455.561).
Ebenfalls 1937 wurde Gündner in den Strafvollzugsdienst zum Landesgefängnis (Schwäbisch Hall) versetzt. Am 1. Juni 1939 wurde Gündner zum Staatsanwalt ernannt.
„Wegen eines Zuckerleidens“ galt Gündner als wehruntauglich und wurde nicht zur Wehrmacht eingezogen.
Von Anfang 1940 bis 1943 war er Strafvollzugsreferent für die Württembergischen Gefängnisse beim Generalstaatsanwalt am Oberlandesgericht Stuttgart. Im Jahr 1942 war Gündner zugleich Staatsanwalt beim Landgericht/Sondergericht Stuttgart.
Nach einer Besprechung im Reichsjustizministerium am 9. Oktober 1942 wurde Gündner Mitglied einer Kommission, die – nach nationalsozialistischer Begrifflichkeit – „asoziale“ Gefangene zur Überstellung an die Polizei aussonderte. Diese „asozialen“ Gefangenen wurden in der Regel in Konzentrationslager gebracht, wo sie im Rahmen der Aktion „Vernichtung durch Arbeit“ umgebracht wurden.
Ende 1943 wurde Gündner durch Karl Engert ins Reichsjustizministerium (RJM) berufen. Er war dort in der Abteilung Strafvollzug tätig und zu etwa 20 Prozent seiner Arbeitszeit mit der Begutachtung „asozialer“ Häftlinge betraut. Gündner blieb bis März 1945 im Reichsjustizministerium.
Am 28. Juni 1944 wurde Gündner zum Ersten Staatsanwalt (EStA) befördert.
Gündner war im Jahr 1944 Teilnehmer und Berichterstatter des Besuchs einer Delegation des Reichsjustizministeriums im KZ Auschwitz. Gündner besichtigte im selben Jahr auch die Konzentrationslager in Ravensbrück und Sachsenhausen. Später äußerte er sich überrascht darüber, wie sauber es in den Lagern gewesen sei. In Auschwitz hätten Häftlinge den Mitgliedern von Gündners Inspektionskommission gesagt, sie bekämen ausreichend zu essen. Sie seien jung und könnten die Arbeit schaffen. Juden habe er, Gündner, in Auschwitz nicht gesehen. Auch das dortige Anstaltspersonal habe ihm nichts mitgeteilt, was ihm zu Bedenken hätte Anlass geben können. Er habe sich kaum mit diesen Personen unterhalten, da er immer sehr eilig gewesen sei. Mit Dritten habe er nicht gesprochen. Er habe sich ansonsten ausschließlich seiner großen Familie gewidmet.
Erst eine Weile nach dem Ende des Zweiten Weltkriegs und des „Dritten Reichs“, nämlich im Jahr 1947, wurde Gündner in Ludwigsburg interniert. In seiner Vernehmung gab er zu, 1944 das Konzentrationslager für Frauen in Ravensbrück besucht zu haben, das „einen besten Eindruck“ auf ihn gemacht habe. Später erinnerte er sich auch, 1944 auch die Konzentrations- und Vernichtungslager Auschwitz und Oranienburg besucht zu haben.
In der Entnazifizierungskartei wurde Gündner als Gerichtsassessor geführt. Das Ergebnis seiner Entnazifizierung ist nicht überliefert.
Nach der Entlassung aus seiner Internierung wurde Gündner „Hilfsarbeiter“ eines Stuttgarter Rechtsanwalts.
Gündner war – neben Rudolf Marx, Albert Hupperschwiller, Friedrich-Wilhelm Meyer und Kurt Giese – einer der Angeklagten im Wiesbadener Juristenprozess von 1951/52. Dieser Prozess endete am 24. März 1952 mit einem Freispruch aller Angeklagten. Das Landgericht Wiesbaden begründete seinen Freispruch unter anderem wie folgt: „Die Beweisaufnahme hat nicht einmal Anhaltspunkte dafür ergeben, dass die Angeklagten gewusst hätten, die Staatsführung wolle Körperverletzungen der KZ-Insassen.“ (LG Wiesbaden 2 Ks 2/51)
Im Jahr 1953 war Gündner nicht in dem vom Deutschen Richterbund herausgegebenen Handbuch der Justiz verzeichnet, doch schon 1954 war Gündner wieder Landgerichtsrat am Landgericht Stuttgart. Vier Jahre später, also 1958, war Gündner Oberlandesgerichtsrat am Oberlandesgericht Stuttgart.
Otto Gündner starb 1989.